# Padda
Padda è un sottogenere di uccelli passeriformi della famiglia degli Estrildidi.

## Tassonomia
Al sottogenere vengono ascritte due specie:
- Lonchura fuscata - Padda di Timor
- Lonchura oryzivora - Padda comune o di Giava

In virtù di alcune caratteristiche peculiari (come ad esempio la struttura anatomica del becco), questo sottogenere è stato in passato considerato un genere a sé stante, intermedio fra le munie ed i becchi d'argento e di piombo del genere Euodice; le differenze morfologiche fra questi uccelli e le munie, tuttavia, sono apparse come autapomorfie riconducibili ad una specializzazione secondaria dovuta al tipo di ambiente da essi frequentato e dalla nicchia occupata, piuttosto che a differenze ancestrali fra i due gruppi. Pertanto, nell'aprile 2012 il Congresso ornitologico internazionale ha assegnato entrambe le specie al genere Lonchura, mantenendo Padda come sottogenere.

## Distribuzione edhabitat
Le due specie di padda sono native dell'Indonesia, ed in particolare di Giava, Timor e poche altre isole fra queste due; l'habitat d'elezione di questi uccelli è rappresentato dalle risaie e dalle aree erbose con presenza di cespugli o di boscaglia dove potersi rifugiare per la notte od in caso di pericolo.

## Descrizione
Si tratta di uccelli dall'aspetto massiccio e da un becco estremamente robusto, di forma conica, col quale riescono a spezzare anche gli involucri più duri, come quelli dei semi di riso; le dimensioni, sebbene contenute, sono piuttosto rilevanti in seno alla famiglia d'appartenenza, e infatti il padda comune rappresenta coi suoi 15–17 cm di lunghezza la specie più grande della famiglia degli estrildidi, mentre il padda di Timor ha dimensioni leggermente più contenute (12–13 cm).

La colorazione ha tonalità tenui, grigie o brune, con una caratteristica testa nera e due macchie guanciali candide; nel padda di Timor la colorazione è più scura e tende al bruno-nerastro, mentre il ventre è bianco sporco.

## Biologia
Si tratta di uccelli diurni e gregari, che passano la maggior parte del giorno al suolo o fra gli steli a cercare il cibo (soprattutto semi, in particolare riso, che rappresenta la componente fondamentale della dieta); la riproduzione segue i cicli della stagione delle piogge, tuttavia entrambe le specie sono tendenzialmente in grado di riprodursi durante tutto l'arco dell'anno, deponendo 4-6 uova in nidi tondeggianti costruiti con steli d'erba e sterpaglie. I nidiacei vengono accuditi da ambo i sessi (che si alternano anche nella costruzione del nido e nella cova) e s'involano attorno alle tre settimane di vita, sebbene tendano a restare presso il nido ancora per un paio di settimane. Non hanno problemi a convivere con altri esemplari di altre specie a patto che ognuno rispetti i propri spazi e nidi. In natura sono presenti anche esemplari ibridi creati negli allevamenti e poi liberati nei diversi habitat. I Padda possono resistere anche a temperature inferiori a 0º, mentre non sono molto resistenti a sbalzi di temperatura e correnti d’aria eccessive per cui necessitano di voliere adeguate se allevati in cattività.